# Stazione di Livorno Porto Vecchio
La stazione di Livorno Porto Vecchio, in passato denominata Stazione Marittima, era uno scalo merci ubicato nell'area portuale di Livorno.

## Storia
La decisione di dotare il porto di Livorno di uno scalo ferroviario destinato esclusivamente al servizio merci risale al 1854, sei anni dopo il completamento della tratta tra Livorno-Firenze.
I lavori iniziarono nel 1856 e furono conclusi nel 1858, sotto la guida dell'ingegner Luschi, con la creazione di una vasta darsena, fiancheggiata dai binari della ferrovia e dai capannoni per il deposito delle mercanzie; dalla parte di terra fu eretto un fabbricato ad uso uffici, mentre al centro della darsena sorse un piccolo edificio destinato alla guardia di finanza.
La stazione era collegata a Livorno San Marco tramite un binario che fiancheggiava il forte San Pietro e le Mura Leopoldine, superando il canale dei Navicelli e lambendo la darsena esterna della Dogana d'acqua.
Nel 1939, con l'apertura di un nuovo scalo nelle aree portuali a nord della città, la stazione assunse la denominazione di "Livorno Porto Vecchio".
L'area subì danni ingentissimi durante la seconda guerra mondiale.
Il fabbricato principale della stazione, distrutto dai bombardamenti, fu prontamente ricostruito, sebbene in forme diverse.
Nel tempo, il fascio di binari a servizio delle banchine fu gradualmente ridotto, la darsena della stazione fu colmata, il fabbricato degli uffici fu destinato ad altri usi, mentre la stazione fu smantellata e sostituita con un raccordo suddiviso in numerosi fasci aventi la funzione di stazionamento delle tradotte e carico/scarico.
Al 2017 l'area che costituiva l'ex stazione di Porto Vecchio è composta da sei binari dove stazionano carri ferroviari.